# Harry Edison
Harry "Sweets" Edison (Columbus, Ohio, 10 oktober 1915 - 27 juli 1999), was een Amerikaans jazztrompettist die speelde in het orkest van Count Basie.
Edison bracht zijn kinderjaren in Kentucky door, waar zijn oom hem in contact bracht met muziek. Nadat hij als twaalfjarige terug naar Columbus verhuisde, begon hij met trompetspelen.
In 1933 ging hij spelen bij het Jeter-Pillars Orchestra. Daarna ging hij naar de Mills Blue Rhythm Band. In 1937 verhuisde hij naar New York en ging spelen bij The Count Basie Orchestra. Zijn medespelers waren Buck Clayton, Lester Young (Young noemde Harry "Sweets"), Buddy Tate, Freddie Green, Jo Jones en andere leden van de beroemde band.
Edison werd pas echt bekend als solist bij de Count Basie Orchestra en als de componist en arrangeur. Hij speelde ook in de film Jammin' The Blues uit 1944.
Toen de Count Basie band tijdelijk uit elkaar ging begon Edison aan een solocarrière. In de vroege jaren 50 ging hij wonen aan de westkust en werd een veelgevraagd artiest, die belangrijke bijdragen leverde aan onder meer het werk van Billie Holiday, Frank Sinatra, en Ella Fitzgerald. In dezelfde periode leidde hij ook zijn eigen small-groupsessies en ging nog samenwerken met o.a.
Art Tatum, Coleman Hawkins, Ben Webster en Oscar Peterson.

## Discografie
- Buddy and Sweets (1955 met Buddy Rich)
- Sweets (1956 met Ben Webster)
- Gee, Baby Ain't I Good To You (1957 met Ben Webster)
- The Swinger (1958 Met Jimmy Forest, Jimmy Jones)
- Jawbreakers (1962, met Eddie Lockjaw Davis)
- Ben and „Sweets“ (1962 met Ben Webster)
- Oscar Peterson and Harry Edison (1974)
- Edison's Lights (1976)
- Oscar Peterson with Harry Edison and Eddie "Cleanhead" Vinson (1986)